# Västerbodarna
Västerbodarna, även Västra Bodarna (Västra Bodarne), är en tätort belägen vid sjön Mjörn söder om Alingsås.

## Befolkningsutveckling
| Befolkningsutvecklingen i Västerbodarna/Västra Bodarna 1960–2020                                  | Befolkningsutvecklingen i Västerbodarna/Västra Bodarna 1960–2020 | Befolkningsutvecklingen i Västerbodarna/Västra Bodarna 1960–2020 | Befolkningsutvecklingen i Västerbodarna/Västra Bodarna 1960–2020 | Befolkningsutvecklingen i Västerbodarna/Västra Bodarna 1960–2020 |
| ------------------------------------------------------------------------------------------------- | ---------------------------------------------------------------- | ---------------------------------------------------------------- | ---------------------------------------------------------------- | ---------------------------------------------------------------- |
|                                                                                                   |                                                                  |                                                                  |                                                                  |                                                                  |
| År                                                                                                |                                                                  |                                                                  | Folkmängd                                                        | Areal (ha)                                                       |
| 1960                                                                                              | 1960                                                             |                                                                  | 460                                                              |                                                                  |
| 1965                                                                                              | 1965                                                             |                                                                  | 562                                                              |                                                                  |
| 1970                                                                                              | 1970                                                             |                                                                  | 593                                                              |                                                                  |
| 1975                                                                                              | 1975                                                             |                                                                  | 621                                                              |                                                                  |
| 1980                                                                                              | 1980                                                             |                                                                  | 618                                                              |                                                                  |
| 1990                                                                                              | 1990                                                             |                                                                  | 849                                                              | 204                                                              |
| 1995                                                                                              | 1995                                                             |                                                                  | 986                                                              | 205                                                              |
| 2000                                                                                              | 2000                                                             |                                                                  | 1 014                                                            | 206                                                              |
| 2005                                                                                              | 2005                                                             |                                                                  | 1 027                                                            | 206                                                              |
| 2010                                                                                              | 2010                                                             |                                                                  | 1 059                                                            | 205                                                              |
| 2015                                                                                              | 2015                                                             |                                                                  | 1 123                                                            | 248                                                              |
| 2020                                                                                              | 2020                                                             |                                                                  | 1 374                                                            | 316                                                              |
| Anm.: Tätortens namn ändrat 1980 från Västra Bodarne till Västra Bodarna, 2020 till Västerbodarna |                                                                  |                                                                  |                                                                  |                                                                  |

## Samhället
I orten finns Västra Bodarna skola som har undervisning från förskoleklass till årskurs 6. Enheten hyser även fem förskoleavdelningar.
Orten dominerades tidigare av sommarvillor som ägdes av affärsmän i Göteborg. Villorna dominerar fortfarande ortens bebyggelse.
Vid sjön finns det en badplats som kallas Bergsjödal där simskola erbjuds varje sommar. 
Orten har även ett aktivt byalag, med egen bastu och tennisbana. Det är även byalaget som ansvarar för skötseln av badplatsen.
Västra bodarna byalag anordnar årligen byns gemensamma valborgsmässofirande och även midsommarfirande tillsammans med ortens equmeniakyrka. 

## Kommunikationer
I orten finns Västra Bodarne hållplats för pendeltågstrafiken mellan Göteborg och Alingsås på Västra Stambanan. Dessutom passerar E20 mellan Göteborg och Stockholm orten.

## Idrott
På orten finns fotbollslaget SK Mjörn, hemmahörande i division fem.

## Namnformer
Ortens namn är sedan 1912 enligt Lantmäteriet Västerbodarna, och det är även den namnform som används i SCB:s befolkningsstatistik sedan 2018. Alingsås kommun och SCB före 2018 använde dock i olika sammanhang namnformen Västra Bodarna och det är även denna namnform som oftast används av boende på orten, men även den arkaiserande formen Västra Bodarne, förekommer. Denna form återfinns i namnet på byavägen, "Västra Bodarnevägen". Namnformen Västerbodarna används i fastighetsbeteckningarna på orten. 
Trafikplatsnamnet för hållplatsen, den tidigare stationen, på Västra stambanan är av Transportstyrelsen fastställt till Västra Bodarne. Denna form används därför av Trafikverket, men också av till exempel SJ i deras försäljning av Resplus-biljetter till hållplatsen. Västtrafik använder främst namnformen Västra Bodarna, men namnformen Västra Bodarne för hållplatsen förekommer även hos dem.